# Port de Visakhapatnam
Port de Visakhapatnam est une infrastructure en Andhra Pradesh à Visakhapatnam en Inde de United Nations Location Code  INVTZ.

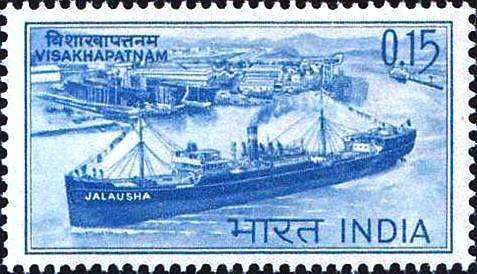
Le port sur un timbre en 1965,
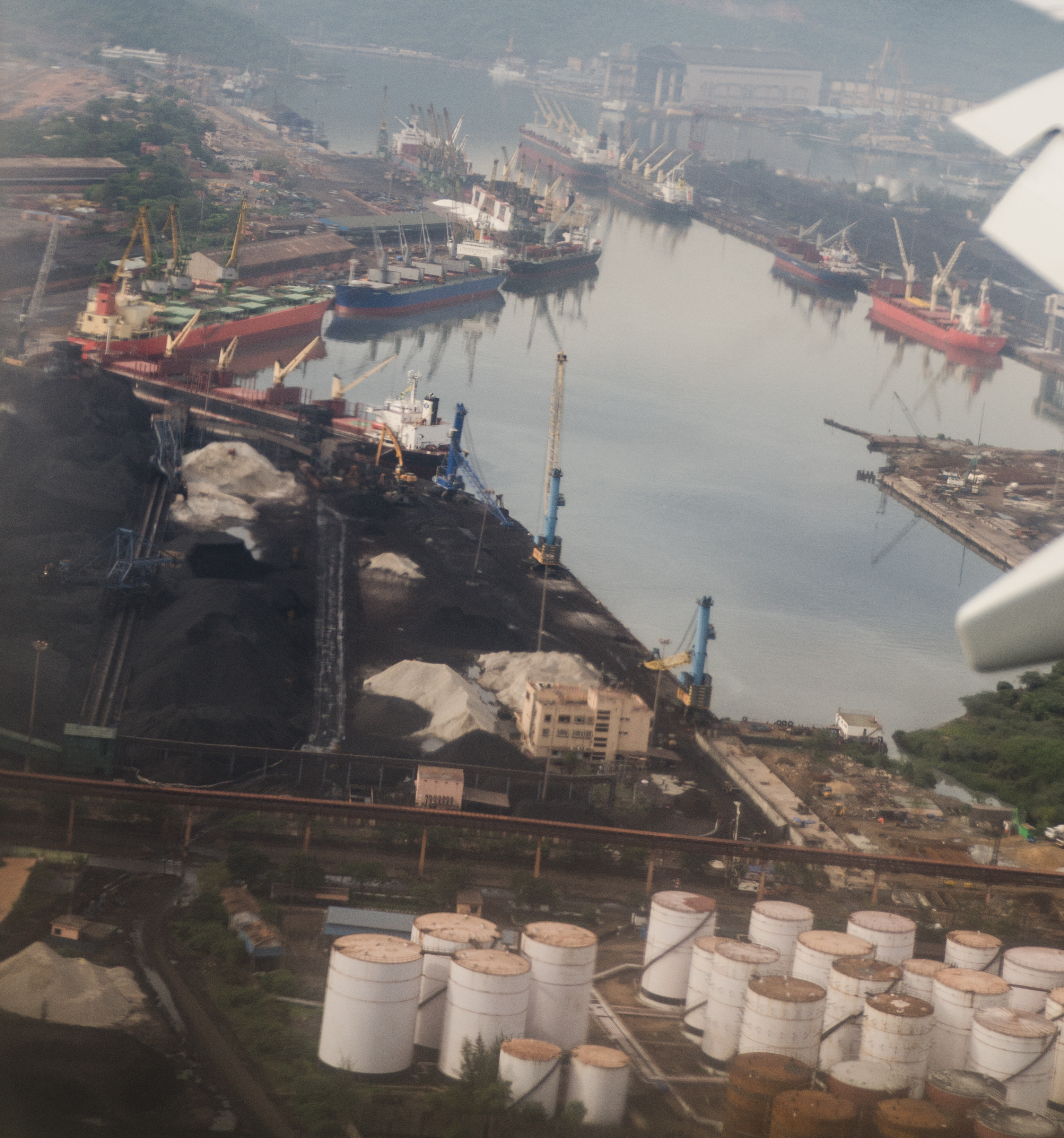
Aire de stockage.

Le port est desservi par les compagnies suivantes : Interasia Line, Maersk, Safmarine, ZIM